# スーパー・ベスト あみん
『スーパー・ベスト あみん』（Super Best Aming）は、あみんのベスト・アルバム。2010年10月8日発売。発売元はカルチュア・コンビニエンス・クラブ。規格品番はCCCR-3。

## 解説
カルチュア・コンビニエンス・クラブが経営する大型チェーン店「TSUTAYA」で独占限定発売と謳われている廉価版CD企画「ザ・ベスト・バリュー999（The Best Value999）」シリーズの1作で、女性デュオ（岡村孝子、加藤晴子）のあみんが1980年代に発表した全楽曲から選曲されたベスト・アルバムである。消費税込みの価格が999円に設定されている（発売日時点）。
全14曲中、1から4曲目までは全4枚のシングルレコードA面曲が、5から8曲目まではシングルレコードB面曲が発売順に収録されたため、1980年代のシングル関連曲は網羅されている。他6曲は、1980年代に発表したスタジオ・アルバム『P.S. あなたへ…』（1983年4月25日発売：28PL-53）とカバー・アルバム『メモリアル』（1983年12月20日発売：28PL-72）からのピックアップ。デビュー曲「待つわ」（1982年7月21日発売：7PL-91）のアルバム・バージョンを除き、残り5曲は岡村孝子が作詞・作曲を手がけていない楽曲が選ばれている。「リベルテ」は、岡村がソロ歌手として発表した作品とは同名異曲である。
シングル・バージョンの「待つわ」とアルバム・バージョンの「待つわ」が1枚のアルバムに収録されるのは、作品集『P.P.S あなたへ…』（2007年12月19日発売：BVCR-18117/8）以来。あみん公式ホームページのディスコグラフィで紹介されていない非公式アルバムでは、本作品が初めてとなる。

## 収録曲
1. 待つわ（シングル・ヴァージョン）（4:25）
  - 作詞・作曲: 岡村孝子、編曲: 萩田光雄
2. 琥珀色の想い出（3:48）
  - 作詞・作曲: 岡村孝子、編曲: 萩田光雄
3. 心こめて 愛をこめて（4:02）
  - 作詞・作曲: 岡村孝子、編曲: 萩田光雄
4. おやすみ（3:58）
  - 作詞・作曲: 岡村孝子、編曲: 萩田光雄
5. 未知標（4:26）
  - 作詞・作曲: 岡村孝子、編曲: 萩田光雄
6. ごめんね（3:15）
  - 作詞・作曲: 岡村孝子、編曲: 萩田光雄
7. Lover My Love（5:04）
  - 作詞・作曲: 岡村孝子、編曲: 萩田光雄
8. あの日の風景（4:15）
  - 作詞・作曲: 岡村孝子、編曲: 萩田光雄
9. コーヒーはきらい（4:49）
  - 作詞・作曲: 松宮恭子、編曲: 萩田光雄
10. 心を開いて（3:27）
  - 作詞: 清水義明、補作詞: 松井五郎、作曲: 後藤美喜子、編曲: 萩田光雄
11. そよ風の妖精（4:17）
  - 作詞・作曲: 後藤美喜子、編曲: 飛澤宏元
12. 朝（4:44）
  - 作詞・作曲: 坂本忬誌子、編曲: 瀬尾一三
13. リベルテ（4:31）
  - 作詞: 服部裕見子・松永千鶴、作曲: 松永千鶴、編曲: 飛澤宏元
14. 待つわ（アルバム・ヴァージョン）（5:44）
  - 作詞・作曲: 岡村孝子、編曲: 萩田光雄

## 関連作品
- P.S. あなたへ… - M-1（シングル・バージョンは未収録）・2・6・9・10・14
- メモリアル - M-11・12・13
- DO MY BEST（岡村孝子の20周年記念ベスト・アルバム） - M-1・2
- P.P.S. あなたへ… - 本アルバム収録曲すべて収録（リマスタリング音源）